# 大鰐町立大鰐小学校
大鰐町立大鰐小学校（おおわにちょうりつ おおわにしょうがっこう）は、青森県南津軽郡大鰐町大字大鰐にある公立小学校。

## 概要
- 本校は、大鰐町内唯一の小学校で、町内全域を学区とする。主な進学先は大鰐中学校。

## 沿革
- 1874年（明治7年）
  - 8月7日 - 宿川原村46番地に校舎新築、宿川原小学として開校。
  - 12月 - 石川村4番地に石川分教場設置。
- 1877年（明治10年）10月 - 蔵館6番地に移転し、蔵館小学に改称。
- 1886年（明治19年）4月1日 - 教育法の改正により、蔵館尋常小学校に改称。
- 1888年（明治21年）7月6日 - 大鰐字南無阿弥沢46番地に移転、大鰐尋常小学校に改称。
- 1892年（明治25年） - 三ッ目内簡易小学校を併合し、本校の分教場になる。
- 1894年（明治27年）11月3日 - 大鰐字大鰐192番地に新校舎落成し、移転。
- 1895年（明治28年）4月1日 - 高等科併置し、大鰐高等尋常小学校に改称。
- 1898年（明治31年）4月1日 - 三ッ目内分教場が三ッ目内尋常小学校として独立する。
- 1923年（大正12年）4月1日 - 大鰐村の町制施行により、大鰐町立大鰐高等尋常小学校に改称。
- 1926年（大正15年）
  - 2月14日 - 校歌制定。
  - 9月11日 - 大鰐字羽黒館13番地に新校舎落成。
- 1935年（昭和10年）4月11日 - 三ッ目内尋常小学校を廃止し、居土に本校の季節分教場設置。
- 1941年（昭和16年）4月1日 - 国民学校令により、大鰐第一国民学校に、分教場が大鰐第二国民学校に、それぞれ改称。
- 1945年（昭和20年）2月18日 - 高等科の授業を1年間停止。
- 1947年（昭和22年）4月1日 - 新学制施行により、大鰐第一国民学校が大鰐町立大鰐小学校に、大鰐第二国民学校が大鰐町立大鰐第二小学校に、それぞれ改称。高等科1年生を大鰐中学校2学年に編入。
- 1953年（昭和28年）4月1日 - 本校第二分校が独立し、大鰐第三小学校になる。
- 1967年（昭和42年）6月19日 - 給食センター完成により、完全給食実施。
- 1974年（昭和49年）9月7日 - 創立百年記念式典挙行。校旗制定。
- 1985年（昭和60年）
  - 3月28日 - 現在地に新校舎竣工。
  - 7月6日 - 新校舎落成記念式典挙行。
- 1995年（平成7年）4月1日 - 大鰐第三小学校を併合。
- 2015年（平成27年）4月1日 - 町内の小学校を統合した、（新）大鰐小学校開校[1]。

## 周辺
- 大鰐町役場 
  - 他は住宅がある程度。

## アクセス
- 大鰐町役場から、徒歩7分。
- JR東日本奥羽本線大鰐温泉駅（南口）から、徒歩14分。
- 弘南鉄道大鰐線大鰐駅（北口）から、徒歩17分（跨線橋を跨がない場合）。
- 弘南バス「大鰐温泉駅前」バス停から、徒歩13分。

## 参考資料
- 『大鰐町史 下巻』（大鰐町・1998年12月25日発行）423〜430頁「（五） 教育のあゆみ・2 町内小中学校のあゆみ」
- 『青森県教育史 別巻』（青森県教育委員会・1973年12月20日発行）783〜784頁「学校沿革 小学校 大鰐小学校」